# 八九民运史
八九民运史是中華人民共和國学者、前中国社科院政治学所副研究员陈小雅撰写的講述六四事件的史书。全書10卷130万字。这本书的初版於1994年4月寫成，1996年在台湾由風雲時代出版公司出版，初版有20多萬字。
苏绍智後來向陳小雅表示六四事件實際上是改革開放頭十年積累的矛盾所致，之後陳小雅在修订版中增加了两卷，增加的歷史从毛泽东去世的1976年开始，涉及胡耀邦的政治生涯以及六四事件的背景，此外還加進了六四事件当事人的回忆录內容。2016年出版時字數增加至136萬字。2019年由公民力量旗下的公民社再版。
作者陈小雅表示，這本書的內容參考了莱茵笔会和亚琛八九学社组织研讨和印刷的《回顾与反思 - 八九学运历史回顾与反思研讨会记录》、柴玲的《一心一意向自由》、封从德的《六四日记：广场上的共和国》、人民日报代理总编陆超祺的《六四內部日記》、《怀念耀邦》系列、赵紫阳的《改革历程》、《杜导正日记》、李鹏的《六四日记》、邓力群的《十二个春秋》、张良《中国“六四”真相》、解放军总政文化部的《戒严一日》、陈子华主编的《浴火重生 - 天安门“黑手”备忘录》。
后来陈小雅因政治观点和《八九民运史》被中国社科院政治学所下岗。2019年1月11日，陈小雅在企图出国旅游时被中國边防海关阻拦。

## 批評
高瑜認為八九民运史没有正确提到王军涛和陈子明的作用，並且作者陈小雅還在書中對邓小平使用了“心存善念”這一褒義詞。王丹也認同高瑜的結論，並表示該書的许多资料并没有让六四事件当事人过目。吴祚来认为，作者應該在書中同時列出官方和當事人说法。谢选骏指出这本书涉及到他的地方有好几处错误。

## 表揚
中国社科院政治学所前所长严家祺認為該著作是迄今为止有关六四事件最完整、最全面的论述。杨建利認為該書對六四事件进行了全景式记录。